# CAチャカリタ・ジュニアーズ
クルブ・アトレティコ・チャカリタ・ジュニアーズ（スペイン語: Club Atlético Chacarita Juniors）は、アルゼンチンのブエノスアイレス・ビジャ・クレスポをホームタウンとするサッカークラブである。

## ユニフォーム
チャカリタは社会主義者のアルバレス・トマスとテオドロ・ガルシアによって創設された。そして、このチームのメンバーの多くが葬儀屋で働いていた。そのため、チームカラーを社会主義の赤色と死を象徴する黒色にしようとした。しかし、これに対してキリスト教の司祭が反対した。それで、社会主義者のメンバー達は、この不和を収めるためにチームカラーに白色を加えることにした。

## ニックネーム
愛称のFunebrerosは「葬儀屋」の意味である。これは、クラブの本部がチャカリタ墓地のそばに位置していて、創立メンバーの多くが葬儀屋に勤めていたからである。チームカラーが赤と白と黒の3色のため、Tricolor（トリコロール）と呼ばれることもある。

## ライバル
チャカリタの最大のライバルはCAアトランタである。この2チームの対戦はクラシコ・デ・ビジャ・クレスポ（ビジャ・クレスポ・ダービー）と呼ばれている。

## タイトル

### 国内タイトル
- プリメーラ・ディビシオン (1): 1969メトロポリターノ
- プリメーラ・ディビシオンB (3): 1941, 1959, 1993–94
- ディビシオン・インテルメディア (1): 1924

## 歴代監督
- エルネスト・ドゥチーニ 1939-1943
- アルフィオ・バシーレ 1975-1976
- カルロス・カバニャーロ 1988
- エクトル・リボイラ 1997-2000
- レイナルド・メルロ 1998-1999
- オスバルド・ソサ 2000-2002
- ネストル・クラビオット 2003
- ネストル・クラウセン 2004-2005
- エクトル・リボイラ 2005-2007
- ダルシオ・ヒオバニョーリ 2008
- リカルド・シエリンスキ 2009
- フェルナンド・ガンボア 2009-2010
- マウロ・ナバス 2010
- エクトル・リボイラ 2011
- フェリペ・デ・ラ・リバ 2011-2012
- カルロス・モントーヤ 2013
- カルロス・レーブ 2013-2014
- フェルナンド・ガンボア 2015-2016
- ワルテル・コイエット 2016-2017
- ホルヘ・ビバルド 2018
- クラウディオ・ビアージョ 2020

## 歴代所属選手

### GK
- ルイス・イスラス 1982
- カルロス・モントーヤ 2001-2003

### DF
- フアン・カルロス・ヴィジャマジョール 2000-2001
- ラウール・カルドーソ 2000-2001
- ハビエル・ピノラ 2000-2002
- マティアス・レキ 2009
- マティアス・マンリケ 2009

### MF
- セルヒオ・エスクデロ 1984-1986
- グスタボ・サパタ 2000-2001
- マウリシオ・セルナ 2004
- ルシアーノ・ペルドモ 2019-

### FW
- オスバルド・エスクデロ 1978-1979, 1980
- レオポルド・ルケ 1983-1984
- エドゥアルド・ブストス・モントージャ 2002
- パブロ・バスティアニーニ 2011